# ケンジントン
ケンジントン (Kensington) は、ロンドン中心部（ロンドン特別区）のケンジントン・アンド・チェルシー区に属する西側地域一帯の総称ないし通称である。ノース・ケンジントンやノッティング・ヒル、ホランド・パーク、クイーンズ・ゲート、アールズ・コート、サウス・ケンジントン、ブロンプトン地区など旧ケンジントン区界隈を指し示す通称であるが、旧チェルシー区を構成したチェルシー地区との明確な境界があるわけではない。チャリング・クロスの西2.8マイルほどに位置する。
ケンジントンにおける見所としては、ケンジントン・ガーデンズ、ホランド・パーク、ロイヤル・アルバート・ホール、自然史博物館、サイエンス・ミュージアム、ヴィクトリア・アンド・アルバート・ミュージアム、ロイヤル・カレッジ・オブ・アート、インペリアル・カレッジ・ロンドンなどがある。ハマースミスとの境界付近ウェスト・ケンジントン（ケンジントンからハマースミス、フラムまでの界隈の総称）界隈にはオリンピア展示ホールが存在する。
ケンジントンの商業地区の中心は、ケンジントン・ハイ・ストリート（Kensington High Street）である。東側からナイツブリッジ、ケンジントン・ロード（Kensington Road）と名称を変えながら、東西に走るひと続きの道路（道路番号A315）であるケンジントン・ハイ・ストリートは、西側でハマースミス・ロードと名を変える。当道路は「2005年BBCによるロンドンの多様性あるベスト・ショッピング・ストリートのリスト」では、ロンドン南東ルイシャム区のデットフォード・ハイ・ストリート（Deptford High Street）に続いて第2位に選ばれている。デットフォードとの違いは、ケンジントンの方が高級品を扱っている点である。
ケンジントンの行政機関はハイ・ストリートに面したケンジントン・タウン・ホールに集中している。行政区ではケンジントン・アンド・チェルシー王立区に、下院選挙区ではケンジントン・アンド・チェルシー区に属している。
一般的にケンジントンは裕福なエリアであり、これは周囲のチェルシーなども同様である。東隣のナイツブリッジとブロンプトン、北のノッティング・ヒルなどもこのような地区に属する。それに対してアールズ・コートから西隣のハマースミス、シェパーズ・ブッシュなどはやや階層が下がる。
1965年の行政区域改正前にはケンジントン首都区 (Metropolitan Borough of Kensington) を形成していた。
また、ケンジントン第二の商業地区かつロンドンの最高級住宅地のひとつであるサウス・ケンジントンには在英フランス人のコミュニティがあり、フランス政府認可の幼～高のリセが置かれている。フランス政府の統計によると1991年以来、人口が増加基調にあり、2006年には8716人余りに跳ね上がった。また、ケンジントン東側ナイツブリッジには在英フランス大使館がある。